# Isofluraan
Isofluraan, (IUPACnaam: 1-Chloor-1-(difluormethoxy)-2,2,2-trifluorethaan) is een damp (narcosegas) dat gebruikt kan worden voor algehele anesthesie. Het gebruik hiervan in Nederland neemt af door de opvolging van nieuwere dampen zoals desfluraan en sevofluraan. Het is samen met enfluraan de opvolgende generatie van halothaan.
De stof is opgenomen in de lijst van essentiële geneesmiddelen van de WHO.

## Algemeen
Isofluraan hoort bij de dampvormige anesthetica, net als bijvoorbeeld ether, cyclopropaan, chloroform, halothaan, enfluraan, sevofluraan en desfluraan.

## Werking
De exacte werking waardoor bij dampvormige anesthetica anesthesie ontstaat is nog niet geheel bekend. Het werkt als een anestheticum en geeft een toestand van diepe slaap ook wel narcose of algehele anesthesie genoemd. Het geeft tevens pijnstilling (analgesie) en een bepaalde mate van verslapping (spierrelaxatie).

## Farmacologie
Isofluraan hoort net als halothaan bij de gehalogeneerde koolwaterstoffen. Chemisch gezien is het C3H2ClF5O. De MAC-waarde van isofluraan is 1,2 in zuurstof (en 0,5 in 70% lachgas). Daarmee is Isofluraan een van de meest potente dampen. Isofluraan (Forane) wordt nauwelijks gemetaboliseerd.

## Dosering
Isofluraan is een inhalatievloeistof die via een verdamper wordt toegediend en daarmee wordt toegevoegd aan het mengsel van zuurstof en lucht (of soms lachgas), waarmee een patiënt wordt beademd. De dosering wordt uitgedrukt in volumeprocent. Meestal wordt bij volwassenen tussen de 1,5-2,5 vol % gebruikt tijdens de narcose (ongeveer 1,3 maal de MAC-waarde). Isofluraan is erg prikkelend en kan niet gebruikt worden om iemand met een kap onder anesthesie te brengen, wel om de patiënt onder anesthesie te houden,

## Bijwerkingen
In zeldzame gevallen kunnen alle huidige dampvormige anesthetica maligne hyperthermie geven bij gevoelige personen. Bij deze personen zijn dampen dus absoluut gecontraïndiceerd. Naast de normale bijwerkingen van dampvormige anesthetica zoals op de circulatie (lage bloeddruk, ritmestoornissen bij adrenaline gebruik) en op de ventilatie ( ademhalingsdemping) zijn er weinig specifieke bijwerkingen.

## Gevolgen voor klimaatverandering
Isofluraan is een krachtig broeikasgas; 510 maal zo sterk als koolstofdioxide. De stof blijft gemiddeld 3,2 jaar aanwezig in de atmosfeer. Alle narcosegassen samen dragen ongeveer evenveel bij aan de opwarming van de Aarde als ongeveer 1 miljoen auto's.

## Merknaam
Isofluraan, Foraan, Foreen, Forane, Forene.
Isoflo en Isoba zijn de veterinaire merknamen voor Isofluraan (farmacologisch volstrekt identiek)